# 新界區專線小巴609線
新界區專線小巴609線是由信威國際營運的一條小巴線，循環來往元朗大球場及博愛醫院，經元朗大馬路，回程駛經朗善邨，主要方便元朗市中心居民往來博愛醫院，同時方便坳頭一帶鄉村及朗善邨居民往來元朗市中心。
由於本線多個區間客量龐大，故此有以下分支路線：
- 609特別線，循環來往博愛醫院及又新街，每日提供服務，與609S線同時作出分流，避免兩個地點同時出現客流時無法分流乘客。
- 609B線，循環來往朗善邨至元朗站，只在星期一至六(不包括公眾假期)繁忙時間提供服務，分流主線於繁忙時間來往元朗站的朗善邨居民。
- 609S線，循環來往朗善邨[1]及又新街，每日提供服務，提供直接來往朗善邨及元朗市中心的交通服務。

由於本線分支繁衍、各擅勝場，乘客上車前請留意顯示牌顯示的路線、班次，或者詢問車長，以免出現上錯車情況。

## 簡介及歷史
- 1997年：本線投入服務，以元朗安寧路為總站。
- 2002年：路線延長至元朗公園，途經教育路。
- 2003年12月：配合西鐵通車，此線加經元朗站公共運輸交匯處。
- 2006年：總站遷往元朗大球場，同時改經元朗大馬路。
- 2007年6月17日：本線加價至$4.0。[3]
- 2012年3月25日本線加價至$4.3。[4]
- 2014年10月5日：本線加價至$4.7，加幅達9.3%。[5][6]
- 2017年2月18日：來往元朗站及博愛醫院（經友善街）的短途班次獲獨立編號為609B。[7]
- 2017年4月1日：609線尾班車時間由20:30延至22:00，該時段之班次為每15分鐘一班。[8]
- 2017年8月1日：609線尾班車時間由22:00延至22:30。[9]
- 2017年10月1日：增設特別班次循環來往朗善邨及又新街，服務時間至20:00，而12:30-13:30班次回程繞經博愛醫院，車費與常規班次相同，試辦六個月。同日起，609B線頭班車由07:00提早至06:30，試辦六個月。[10]

## 服務時間及班次
609
- 每日元朗（安康路）開：
  - 06:00-20:30，7-10分鐘一班
  - 20:30-22:00，15分鐘一班

609特別班次
- 每日朗善邨開：06:00-21:00，10分鐘一班

609B
- 星期一至六，由朗善邨開出：07:00-09:00，17:00-19:00：6分鐘一班車
- 星期日及公眾假期不提供服務

## 收費
- 全程收費：$4.7

（此線所有車輛均接受八達通卡付款；上車及下車均可付款，不設找續）

## 用車
此線用車由新界區專線小巴42線抽調。

## 行車路線
609

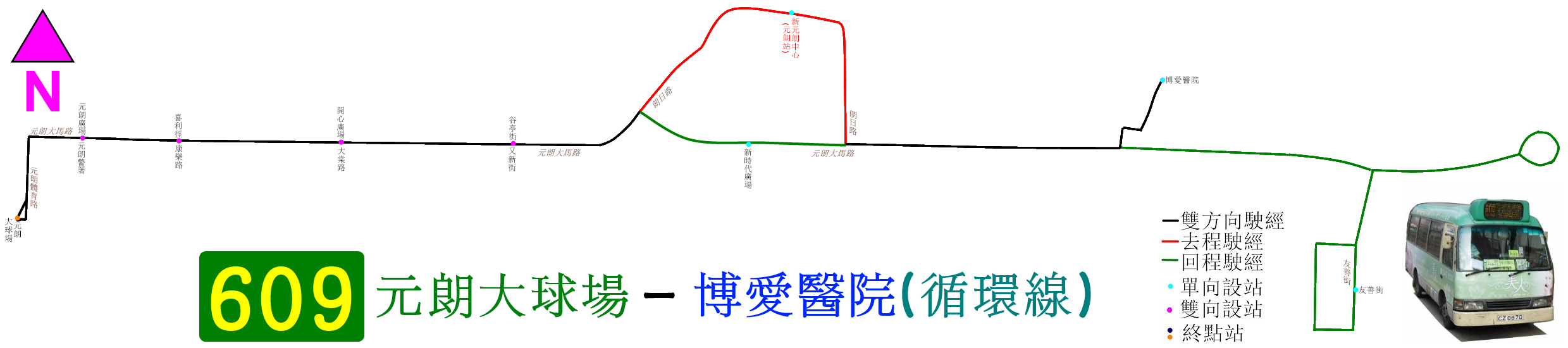
609線的走線圖

- 駛經：元朗體育路，元朗大馬路，朗日路，元朗大馬路，博愛交匯處，小商路，博愛醫院通道，小商路，元朗大馬路，凹頭交匯處，元朗大馬路，友善街，元朗大馬路，元朗體育路。

609特別班次
- 駛經：友善街、友全街、友善街、青山公路元朗段、日新街、阜財街、又新街、建樂街、鳳翔路、元朗大馬路、朗日路、元朗站（北）公共運輸交匯處、朗日路、青山公路元朗段、凹頭交匯處、青山公路元朗段及友善街。

12:30-13:30班次會繞經小商路、博愛醫院通道及小商路，然後返回青山公路元朗段原有路線。
609B
- 駛經：友善街、友全街、友善街、青山公路、朗日路、元朗站（北）公共運輸交匯處、朗日路、青山公路、博愛交匯處、小商路、博愛醫院通道、小商路、青山公路、凹頭迴旋處、青山公路及友善街。

## 外部連結
- 681巴士總站：小巴609 （页面存档备份，存于）
- 681巴士總站：小巴609B （页面存档备份，存于）
- 小巴薈：小巴609 （页面存档备份，存于）
- 小巴薈：小巴609B （页面存档备份，存于）